# Elham Manea
Elham Manea (El Cairo, 1966) tiene doble nacionalidad, yemení y suiza. Trabaja como profesora adjunta de Ciencias Políticas en la Universidad de Zúrich y está especializa en Medio Oriente. Es  escritora, académica y activista a favor de los derechos humanos. Además, es una firme defensora de la separación del estado y la religión en los países islámicos, la libertad de expresión y la defensa de los derechos, de las mujeres y de las minorías en la región árabe MENA. También es conocida por sus críticas a las ideologías y políticas de los movimientos islamistas en sus dos formas, islamismo social e islamismo político (una diferenciación que introdujo en su libro La ley islámica en Occidente: los esencialistas).

## Formación
Manea fue becaria Fulbright y cuenta con una habilitación y un doctorado en ciencias políticas de la Universidad de Zúrich, un máster en política comparada de la Universidad Americana (Washington D. C.) y una licenciatura en ciencias políticas de la Universidad de Kuwait.
Trabajó ocho años (hasta 2005) como periodista en Swiss Radio International (Swissinfo) y fue jefa de redacción adjunta del servicio árabe de Swissinfo. Posteriormente se incorporó al Instituto de Ciencias Políticas de la Universidad de Zúrich, trabajo que compagina con el de consultora para agencias gubernamentales suizas y organizaciones internacionales de derechos humanos. En 2010, el Consejo Federal Suizo la nombró miembro de la Comisión Federal de Asuntos para las Mujeres.

## Publicaciones
Manea ha publicado libros académicos y de no ficción en inglés, alemán y árabe, además de dos novelas en árabe: Echo (2005, Saqi Books Beirut) y Sins (2008 Saqi Books, Beirut). Una de sus publicaciones académicas es el libro titulado El estado árabe y los derechos de las mujeres: la trampa del gobierno autoritario.
Manea es autora del libro de no ficción Ich will nicht Schweigen: Der Islam, Der Westen und die Menschenrechte (2009). La obra está basada en una serie que escribió en árabe sobre el Islam humanista y los derechos de las mujeres.
En su libro La ley islámica en Occidente: los esencialistas, basado en su investigación en el Medio Oriente y Gran Bretaña, critica un paradigma de pensamiento con cuatro características específicas, el Paradigma Esencialista, que pretende introducir la ley islámica en los sistemas legales occidentales ignorando los derechos humanos y las consecuencias políticas.
En febrero de 2021 publica el libro The Perils of Nonviolent Islamism (Los peligros del islamismo no violento) un trabajo académico  en el que describe cómo las formas no violentas de fundamentalismo islamista en las democracias europeas sientan las bases para el terrorismo, explotando la apertura de de las democracias y las actitudes multiculturalistas. Manea advierte también sobre la responsabilidad de los políticos occidentales a los que acusa de ser demasiado complacientes con una ideología que considera totalitaria y que viola los derechos de las mujeres de manera impune. 

## Otras lecturas
- Lichter, Ida, "Mujeres musulmanas reformadoras : Voces inspiradoras contra la opresión "(2009), Prometheus Books, Amherst, NYISBN 9781591027164, http://www.worldcat.org/oclc/913057331

- Datos: Q124691
- Multimedia: Elham Manea / Q124691